# علی‌اکبر گلپایگانی
علی‌اکبر گلپایگانی (زاده ۱۳۲۳ تهران) تهیه‌کننده، نویسنده و بازیگر سینمای ایران در سال‌های ۱۳۴۷ تا ۱۳۵۵ است. او فیلم‌های سینمایی بسیاری را از کشورهای ایتالیا، هند، انگلیس، آمریکا به ایران وارد کرد که یکی از معروف‌ترین آنها المپیک مونیخ است. گلپایگانی در زمینه‌های هیپنوتیزم و ماورا و امور روح و روان کار کرده‌است.

## فیلم‌شناسی

### بازیگر
1. شهر شراب (۱۳۵۵)
2. وقتی که آسمان بشکافد (۱۳۵۵)
3. حسین آژدان (۱۳۵۳)
4. صلات ظهر (۱۳۵۳)
5. بوسه بر لب‌های خونین (۱۳۵۲)
6. جبار، سرجوخهٔ فراری (۱۳۵۲)
7. قربون زن ایرونی (۱۳۵۲)
8. معشوقه (۱۳۵۲)
9. مرد حنجره‌طلایی (۱۳۴۷)

## تهیه‌کننده
1. معشوقه (۱۳۵۲)، با بازیگری بهمن مفید، لی‌لی، اکبر گلپایگانی
2. اسد سینا (با کارگردانی فتح‌الله منوچهری)، که در مصر فیلمبرداری شد.
3. ساخت ایران (۱۳۵۲–۱۳۵۳) (ساخته‌شده در آمریکا)، با بازیگری سعید راد و امیر نادری
4. قربون زن ایرانی، با بازیگری حسین آژدان و بهمن مفید
5. شهر شراب، با بازیگری مرتضی عقیلی، آرمان، هاله، خسرو و اکبر گلپایگانی
6. وقتی که آسمان بشکافد (برگرفته از داستان‌های قرآنی)، با بازیگری لیلا فروهر و فرامرز قریبیان، ساخته‌شده در دههٔ ۱۳۵۰
7. حسین آژدان، با بازیگری بهمن مفید و کتایون و علی‌اکبر گلپایگانی
8. بوسه بر لب‌های خونین (که در مشهد فیلم‌برداری شده) (داستان عاشقانه)، با بازیگری منوچهر وثوق و مستانه جزایری و علی اکبر گلپایگانی
9. باغ بلور، با بازیگری لیلا فروهر و هومن مفید و علی‌اکبر گلپایگانی
10. نگارش فیلمنامهٔ شمر
11. پدر که ناخلف افتد، با بازیگری جمشید مشایخی، پوری بنایی، مرتضی اسفند و خلیل گلپایگانی (با درون‌مایهٔ اجتماعی)

## نگارخانه
- فیلم اسد سینا مه در مصر فیلمبرداری شد
- در آمریکا
- عکس دسته جمعی بازیگران در اصفهان -کوروش یغمایی - اندی